# Willemetia stipitata
Il lattugaccio palustre (nome scientifico Willemetia stipitata (Jacq.) Dalla Torre, 1882) è una pianta angiosperma dicotiledone della famiglia delle Asteraceae.

## Etimologia
Il nome del genere (Willemetia) è stato dato in onore del botanico di Nancy P.R. Willemet (1735 - 1807); mentre L'epiteto specifico (stipitata) deriva dal latino "stipitatum" e significa "portato su un gambo, con peduncolo" e fa riferimento all'habitus della pianta.

Il binomio scientifico di questa pianta inizialmente era Hieracium stipitatum (basionimo) proposto dal medico, chimico e botanico olandese Nikolaus Joseph von Jacquin (1727-1817)  nella pubblicazione "Flora Austriaca - 3: 51" del 1775, modificato successivamente in quello attualmente accettato proposto dal botanico austriaco e biologo Karl Wilhelm von Dalla Torre (1850-1928) nella pubblicazione "Anleit. Wiss. Beob. Alpenreisen 2: 257" del 1882.

## Descrizione

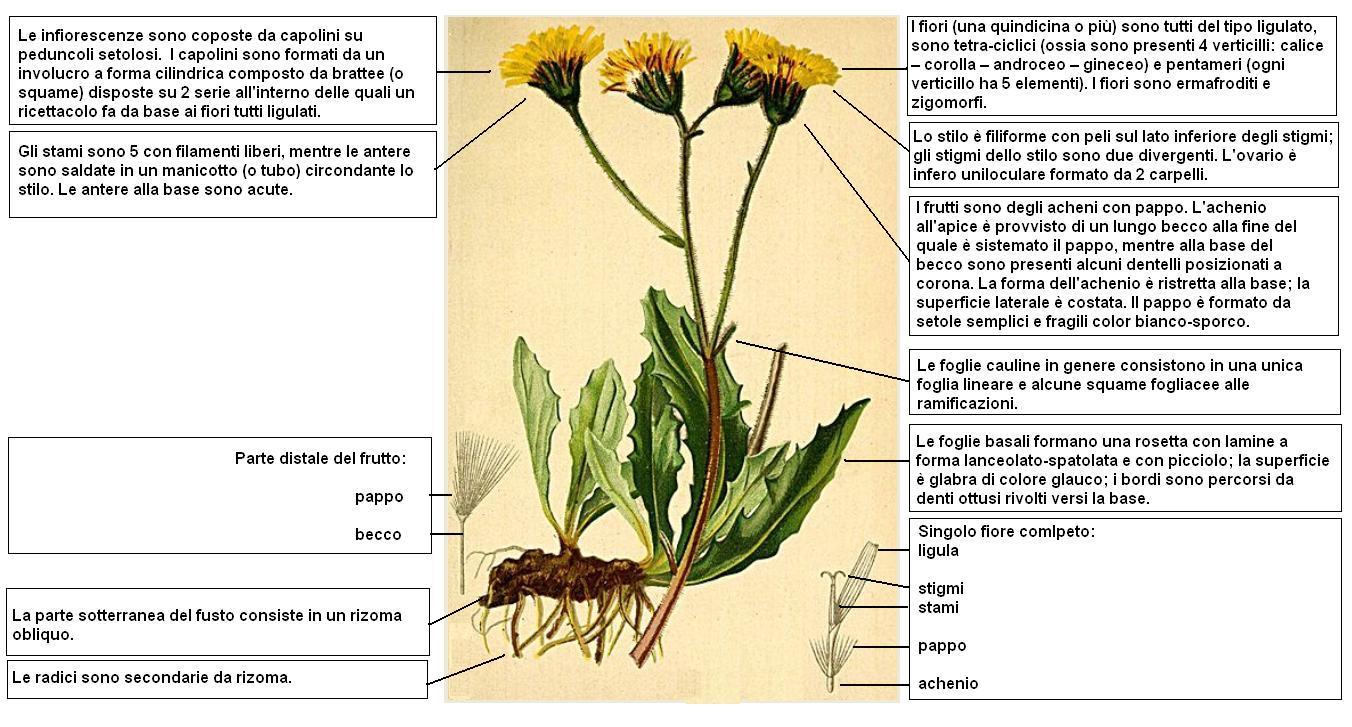
Descrizione delle parti della pianta

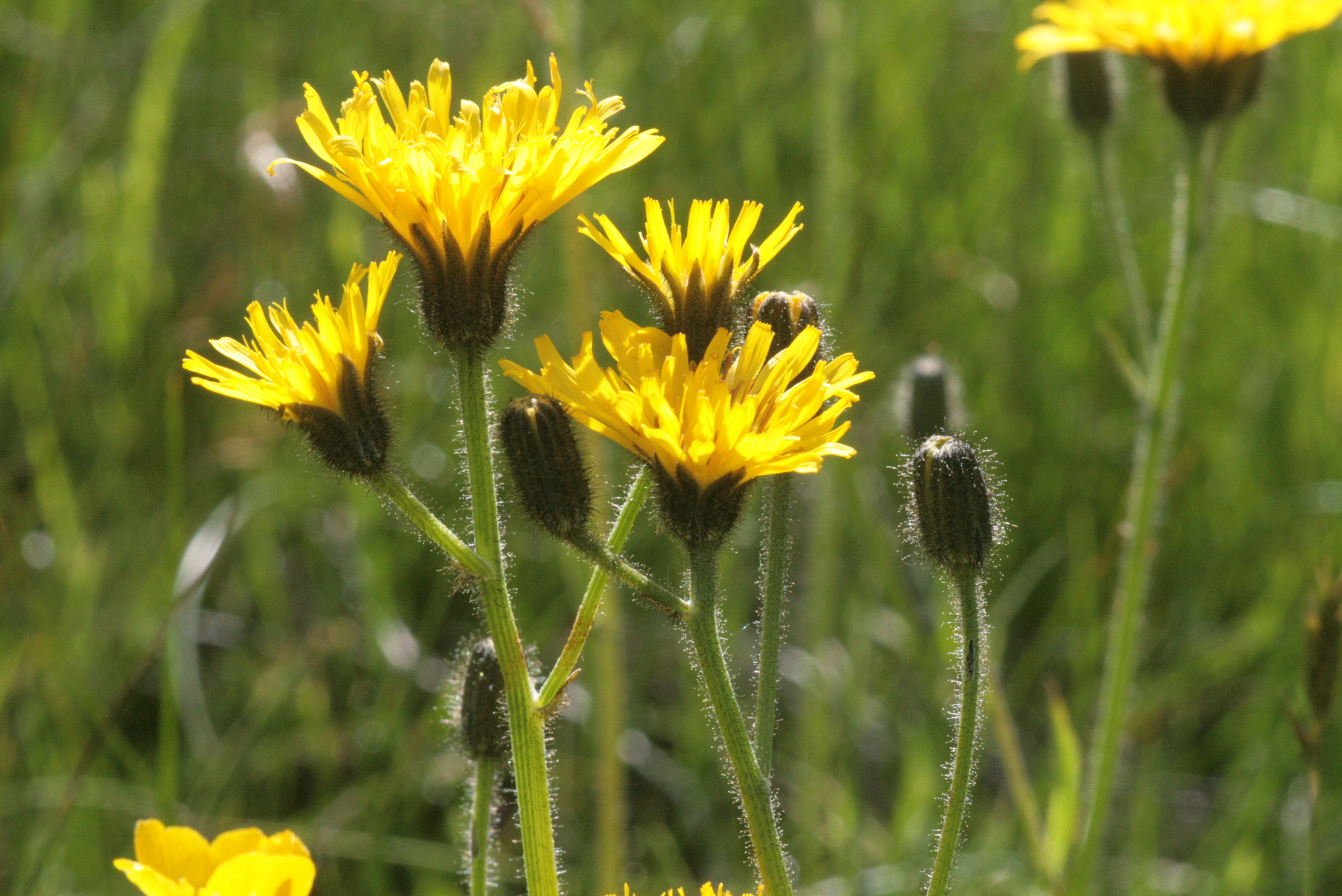
Il portamento

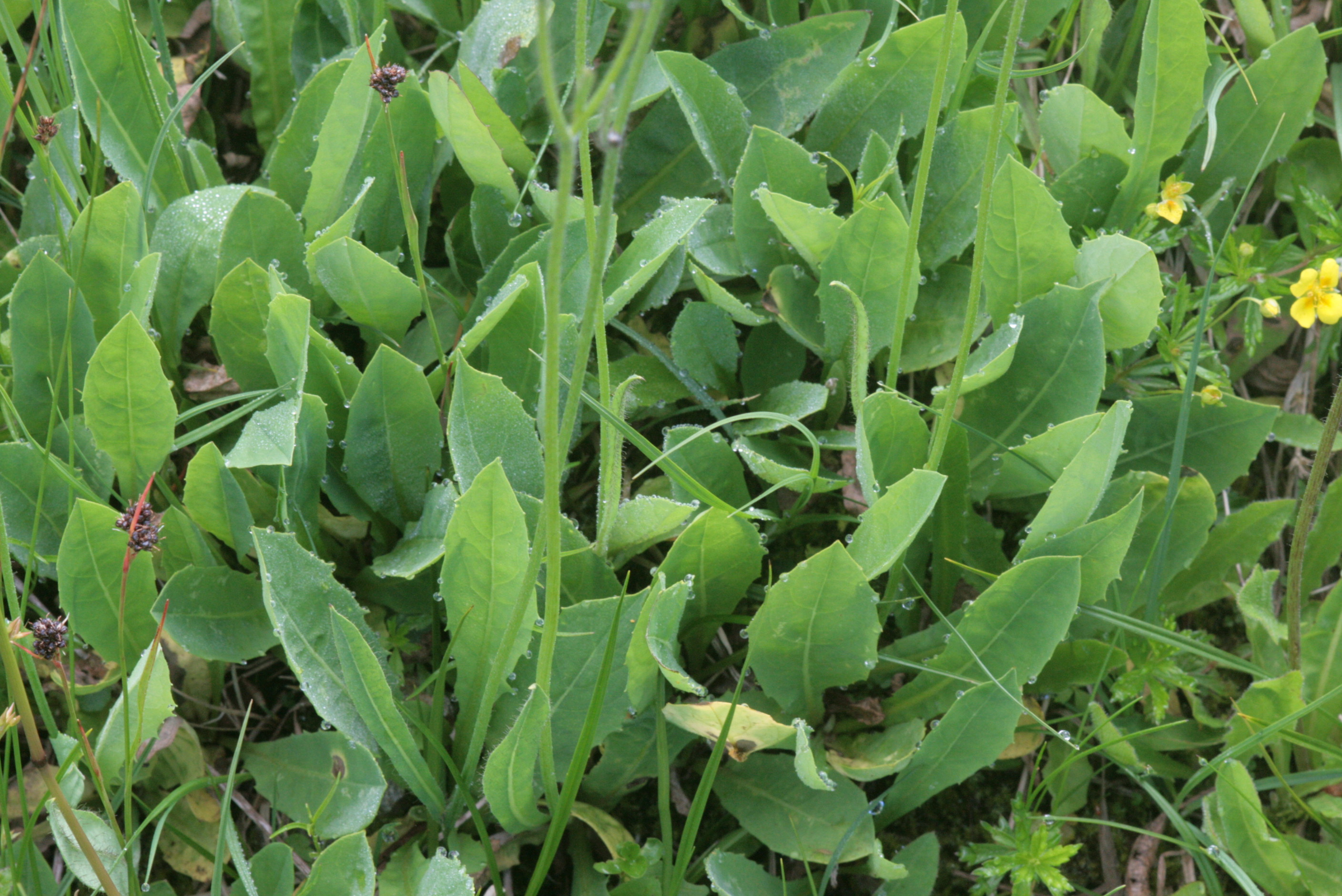
Le foglie basali

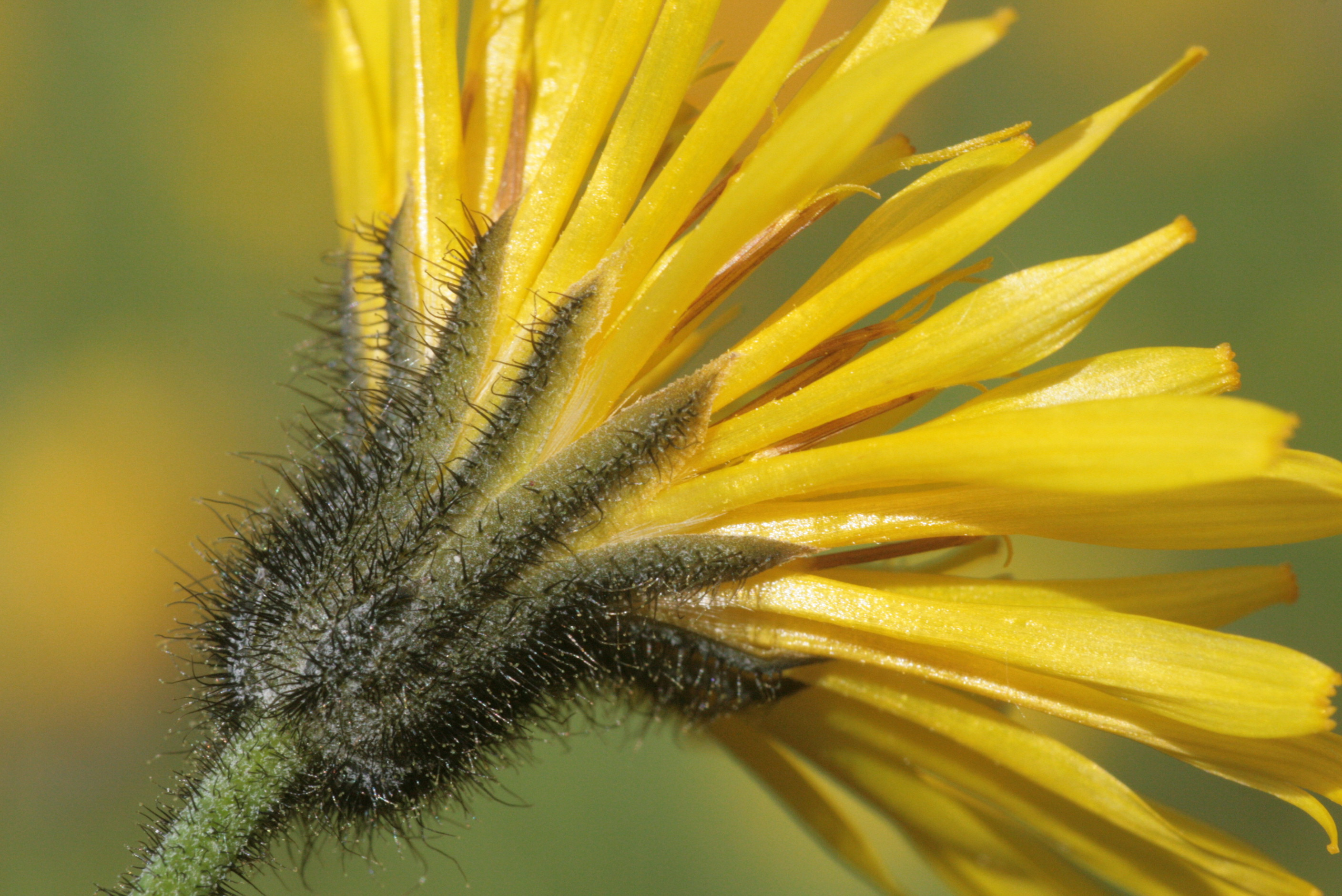
L'involucro

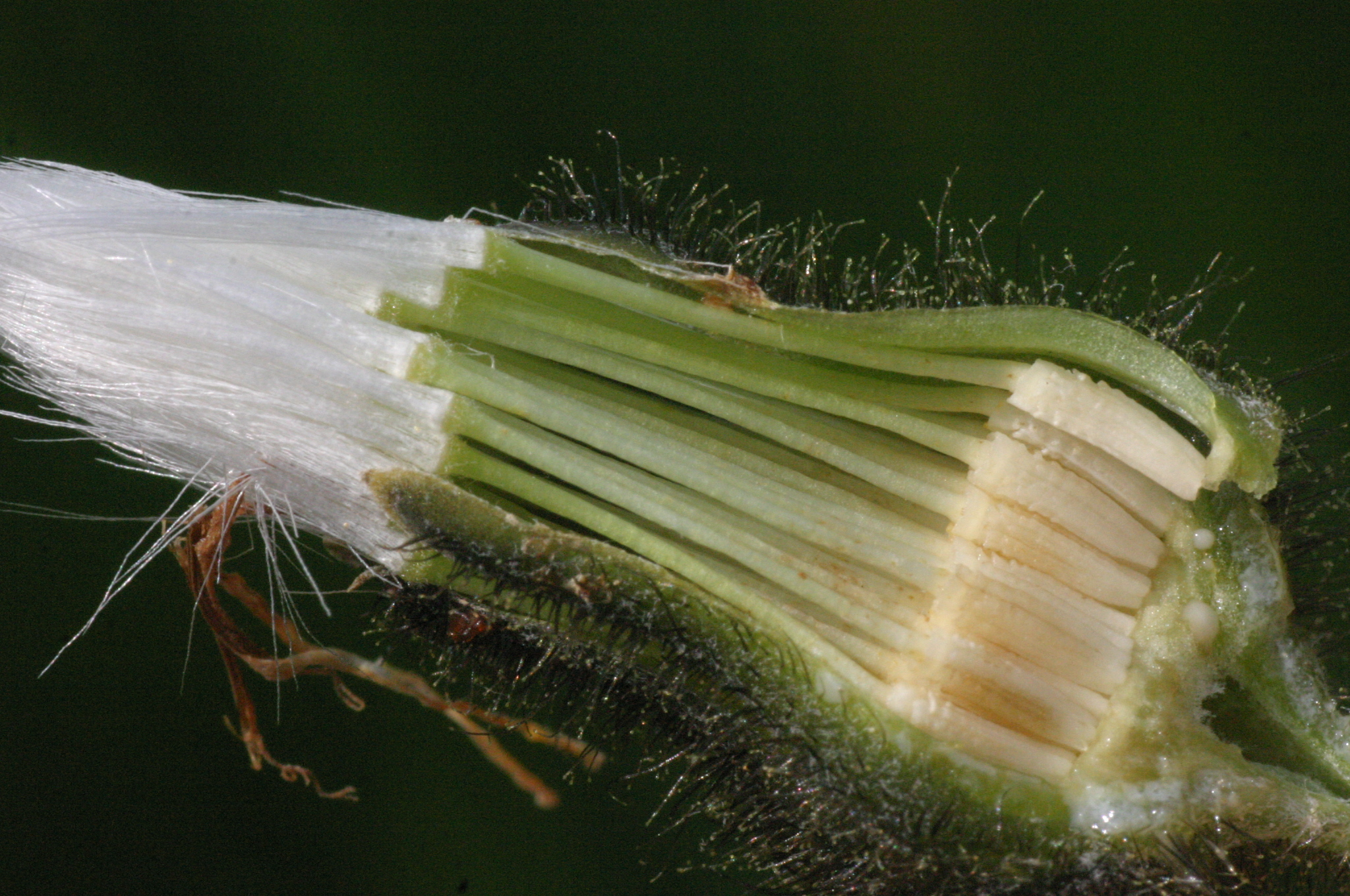
Capolino maturo sezionato con gli acheni, becchi e pappi

Habitus. La forma biologica è emicriptofita rosulata (H ros), ossia sono piante erbacee, a ciclo biologico perenne, con gemme svernanti al livello del suolo e protette dalla lettiera o dalla neve e hanno le foglie disposte a formare una rosetta basale. In queste piante sono presenti dei peli ghiandolari neri sui fusti, involucri e peduncoli.
Radici. Le radici sono secondarie da rizoma.
Fusto. 
- Parte ipogea: la parte sotterranea consiste in un rizoma obliquo.
- Parte epigea: la parte aerea del fusto è eretta; la ramosità è nella parte alta ed è di tipo corimboso. Il fusto è ricoperto da setole nerastre patenti (peli stellati). Queste piante arrivano al massimo ad una altezza compresa tra 2 - 5 dm.

Foglie. Le foglie si dividono in basali e cauline e sono disposte in modo alterno. Quelle basali formano una rosetta con lamine a forma da obovate a oblanceolata e con picciolo di 4 – 6 cm; la superficie è glabra di colore glauco; i bordi sono percorsi da denti ottusi rivolti versi la base. Le foglie cauline in genere consistono in un'unica (o nessuna o due) foglia lineare e alcune squame fogliacee alle ramificazioni. Dimensione delle foglie basali: larghezza 1,5 – 3 cm; lunghezza 4 – 17 cm. Dimensione della foglia caulina: larghezza 2 – 5 mm; lunghezza 15 – 40 mm.
Infiorescenza. Le infiorescenze sono composte da 1 - 5 capolini su peduncoli setolosi. I capolini sono formati da un involucro a forma cilindrica composto da brattee (o squame) densamente ghiandolose e colorate di nero con forme da lineari-lanceolate a lanceolate più o meno acute disposte su 2 serie all'interno delle quali un ricettacolo fa da base ai fiori tutti ligulati. Il ricettacolo è nudo, ossia privo di pagliette a protezione della base dei fiori. Dimensione dell'involucro: larghezza 7 – 12 mm; lunghezza 10 – 12 mm. Diametro dell'infiorescenza: 25 – 35 mm.
Fiori. I fiori (una quindicina o più) sono tutti del tipo ligulato (il tipo tubuloso, i fiori del disco, presente nella maggioranza delle Asteraceae, qui è assente), sono tetra-ciclici (ossia sono presenti 4 verticilli: calice – corolla – androceo – gineceo) e pentameri (ogni verticillo ha 5 elementi). I fiori sono ermafroditi e zigomorfi.
- Formula fiorale:

*/x K {\displaystyle \infty }, [C (5), A (5)], G 2 (infero), achenio
- Calice: i sepali del calice sono ridotti ad una coroncina di squame.
- Corolla: le corolle sono formate da un tubo e una ligula terminante con 5 denti; il colore è giallo; larghezza della ligula: 2 mm: lunghezza del fiore: 18 mm.
- Androceo: gli stami sono 5 con filamenti liberi, mentre le antere sono saldate in un manicotto (o tubo) circondante lo stilo.[17] Le antere alla base sono acute. Il polline è tricolporato.[18]
- Gineceo: lo stilo è filiforme con peli sul lato inferiore degli stigmi;  gli stigmi dello stilo sono due divergenti. L'ovario è infero uniloculare formato da 2 carpelli.
- Fioritura: da (giugno) luglio ad agosto.

Frutti. I frutti sono degli acheni con pappo. L'achenio all'apice è provvisto di un lungo becco alla fine del quale è sistemato il pappo, mentre alla base del becco sono presenti alcuni dentelli posizionati a corona. La forma dell'achenio è ristretta alla base; la superficie laterale è costata (acheni angolosi). Il pappo è formato da setole semplici e fragili color bianco-sporco. Lunghezza degli acheni: 8 – 10 mm.

## Biologia
- Impollinazione: l'impollinazione avviene tramite insetti (impollinazione entomogama tramite farfalle diurne e notturne).
- Riproduzione: la fecondazione avviene fondamentalmente tramite l'impollinazione dei fiori (vedi sopra).
- Dispersione: i semi (gli acheni) cadendo a terra sono successivamente dispersi soprattutto da insetti tipo formiche (disseminazione mirmecoria). In questo tipo di piante avviene anche un altro tipo di dispersione: zoocoria. Infatti gli uncini delle brattee dell'involucro si agganciano ai peli degli animali di passaggio disperdendo così anche su lunghe distanze i semi della pianta.

## Distribuzione e habitat

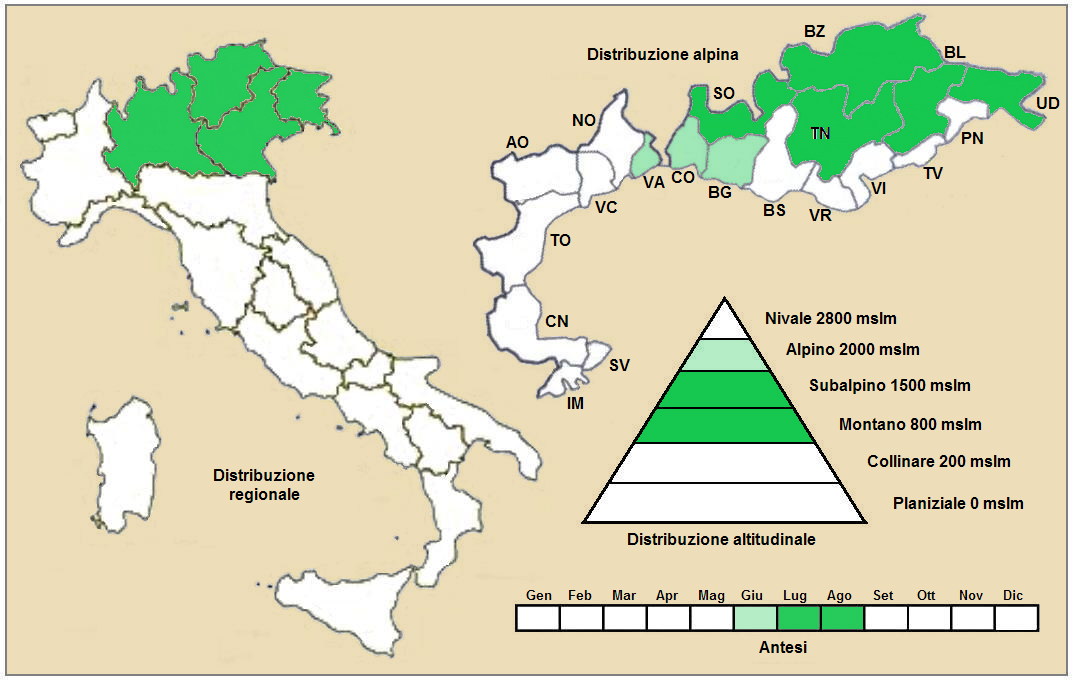
Distribuzione della pianta
(Distribuzione regionale – Distribuzione alpina)

- Geoelemento: il tipo corologico (area di origine) è Orofita - Sud Europeo.
- Distribuzione: in Italia questa specie è rara e si trova nelle Alpi orientali. Oltre confine nelle Alpi si trova in Francia (dipartimento di Hautes-Alpes), Svizzera (cantoni Ticino e Grigioni), Austria e Slovenia. Sugli altri rilievi europei si trova nei Pirenei, Alpi Dinariche e Carpazi.[20] L'areale di questa specie è frammentato e discontinuo dai Pireni fino ai Carpazi probabilmente a causa delle ultime glaciazioni.[3]
- Habitat: l'habitat tipico sono le paludi e le torbiere basse (debolmente acidofile); ma anche le sorgenti, le cadute d'acqua, i bordi dei ruscelli e i prati e pascoli igrofili. Il substrato preferito è sia calcareo che siliceo con pH neutro, medi valori nutrizionali del terreno che deve essere umido.[20]
- Distribuzione altitudinale: sui rilievi queste piante si possono trovare da 1.500 fino a 2.200 m s.l.m.; frequentano quindi i seguenti piani vegetazionali: montano, subalpino e in parte alpino.[20]

### Fitosociologia

#### Areale alpino
Dal punto di vista fitosociologico alpino la specie di questa scheda appartiene alla seguente comunità vegetale:
Formazione: comunità delle paludi e delle sorgenti
Classe: Scheuchzerio-Caricetea fuscae

#### Areale italiano
Per l'areale completo italiano Willemetia stipitata appartiene alla seguente comunità vegetale:
Macrotipologia: vegetazione anfibia di fiumi, sorgenti e paludi
Classe: Scheuchzerio palustris - Caricetea nigrae ex Steiner, 1992
Ordine: Caricetalia nigrae Koch, 1926
Alleanza: Caricion nigrae Koch, 1926 em. Klika, 1934
Descrizione. L'alleanza Caricion nigrae è relativa a comunità composte da piccole ciperacee e briofite, in terreni caratterizzati da torbiere basse, acide, da oligotrofiche a mesotrofiche. In particolare in questi terreni possono talora formarsi delle piccole pozze con acque leggermente più profonde, caratterizzate dalla presenza dell'alleanza in oggetto. Facilmente si presentano sotto forma di mosaico all'interno delle torbiere e quindi in contatto con le altre comunità delle torbiere.
Specie presenti nell'associazione: Juncus filiformis, Carex nigra, Carex canescens, Eriophorum scheuchzeri, Sphagnum warnstorfii, Agrostis canina, Carex demissa, Carex echinata, Carex hartmanii, Carex paupercula, Carex stellulata, Epilobium palustre, Viola palustris, Phleum alpinum, Willemetia stipitata, Sphagnum teres, Sphagnum fallax, Sphagnum flexuosum, Calliergon sarmentosum, Calliergon stramineum e Drepanocladus exannulatus.

## Tassonomia
La famiglia di appartenenza di questa voce (Asteraceae o Compositae, nomen conservandum) probabilmente originaria del Sud America, è la più numerosa del mondo vegetale, comprende oltre 23.000 specie distribuite su 1.535 generi, oppure 22.750 specie e 1.530 generi secondo altre fonti (una delle checklist più aggiornata elenca fino a 1.679 generi). La famiglia attualmente (2021) è divisa in 16 sottofamiglie.
Il genere Willemetia comprende due specie, una delle quali è presente sul territorio italiano.

### Filogenesi
Il genere di questa voce appartiene alla sottotribù Chondrillinae della tribù Cichorieae (unica tribù della sottofamiglia Cichorioideae). In base ai dati filogenetici la sottofamiglia Cichorioideae è il terz'ultimo gruppo che si è separato dal nucleo delle Asteraceae (gli ultimi due sono Corymbioideae e Asteroideae). La sottotribù Chondrillinae fa parte del "quarto" clade della tribù; in questo clade è in posizione "centrale" vicina alle sottotribù Crepidinae (insieme formano un "gruppo fratello").
La sottotribù è formata da tre generi: Chondrilla, Willemetia e Phitosia dalle cui analisi molecolari risulta essere un clade ben supportato. All'interno della sottotribù il genere Chondrilla con il genere Willemetia formano un "gruppo fratello", mentre il genere Phitosia è in una posizione più "basale". In precedenti studi i tre generi inclusi sono stati generalmente trattati come membri della sottotribù Crepidinae.
I caratteri distintivi per la specie di questa voce sono:
- sono presenti dei peli ghiandolari neri sui fusti, involucri e peduncoli;
- le foglie fondamentalmente sono disposte a rosetta basale;
- i fiori per capolino sono più di 15;
- le brattee dell'involucro sono disposte su due serie e sono densamente ghiandolose;
- l'achenio è prolungato in un lungo becco alla cui base è presente una coroncina di dentelli.

Il numero cromosomico delle specie di questo genere è: 2n = 10 (le specie sono diploidi).
Il basionimo per questa specie è: Hieracium stipitatum Jacq., 1775.

### Sottospecie
Per questa specie sono riconosciute valide due sottospecie:
- Willemetia stipitata subsp. stipitata (la stirpe più diffusa e quella presente in Italia).
- Willemetia stipitata subsp. albanica (Kümmerle & Jáv.) Kirschnerová, 1996 - Distribuzione: parte meridionale della Penisola Balcanica.

### Sinonimi
Questa entità ha avuto nel tempo diverse nomenclature. L'elenco seguente indica alcuni tra i sinonimi più frequenti:
- Calycocorsus hieracioides  F.W.Schmidt
- Calycocorsus stipitatus  (Jacq.) Rauschert
- Chondrilla stipitata  (Jacq.) Sch.Bip.
- Hieracium stipitatum  Jacq.
- Taraxacum stipitatum  (Jacq.) Sch.Bip.
- Willemetia hieracioides  Neck.
- Zollikoferia hieracioides  Nees

### Specie simili
Queste piante in generale sono molto simile alle specie del genere Crepis. Si distinguono comunque per la presenza di peli scuri soprattutto sui capolini.

## Altre notizie
Il lattugaccio palustre in altre lingue è chiamato nei seguenti modi:
- (DE)  Kronlattich
- (FR)  Willemetia stipité